# Trichosetodes insularis
Trichosetodes insularis är en nattsländeart som beskrevs av Schmid 1987. Trichosetodes insularis ingår i släktet Trichosetodes och familjen långhornssländor. Inga underarter finns listade i Catalogue of Life.